# Überfall auf das Westgate-Einkaufszentrum

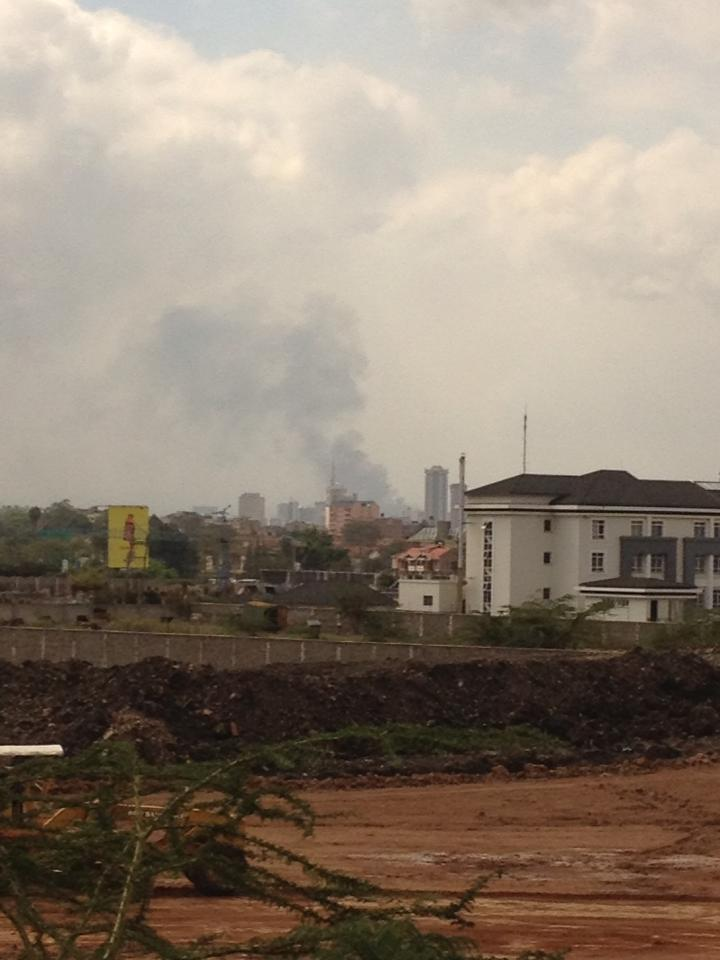
Rauchsäule über dem Einkaufszentrum

Zum Überfall auf das Westgate-Einkaufszentrum in der kenianischen Hauptstadt Nairobi kam es am 21. September 2013. Die anschließende Geiselnahme wurde am 24. September beendet. Islamistische Extremisten der somalischen Al-Shabaab-Milizen bekannten sich zu der Tat.

## Einkaufszentrum

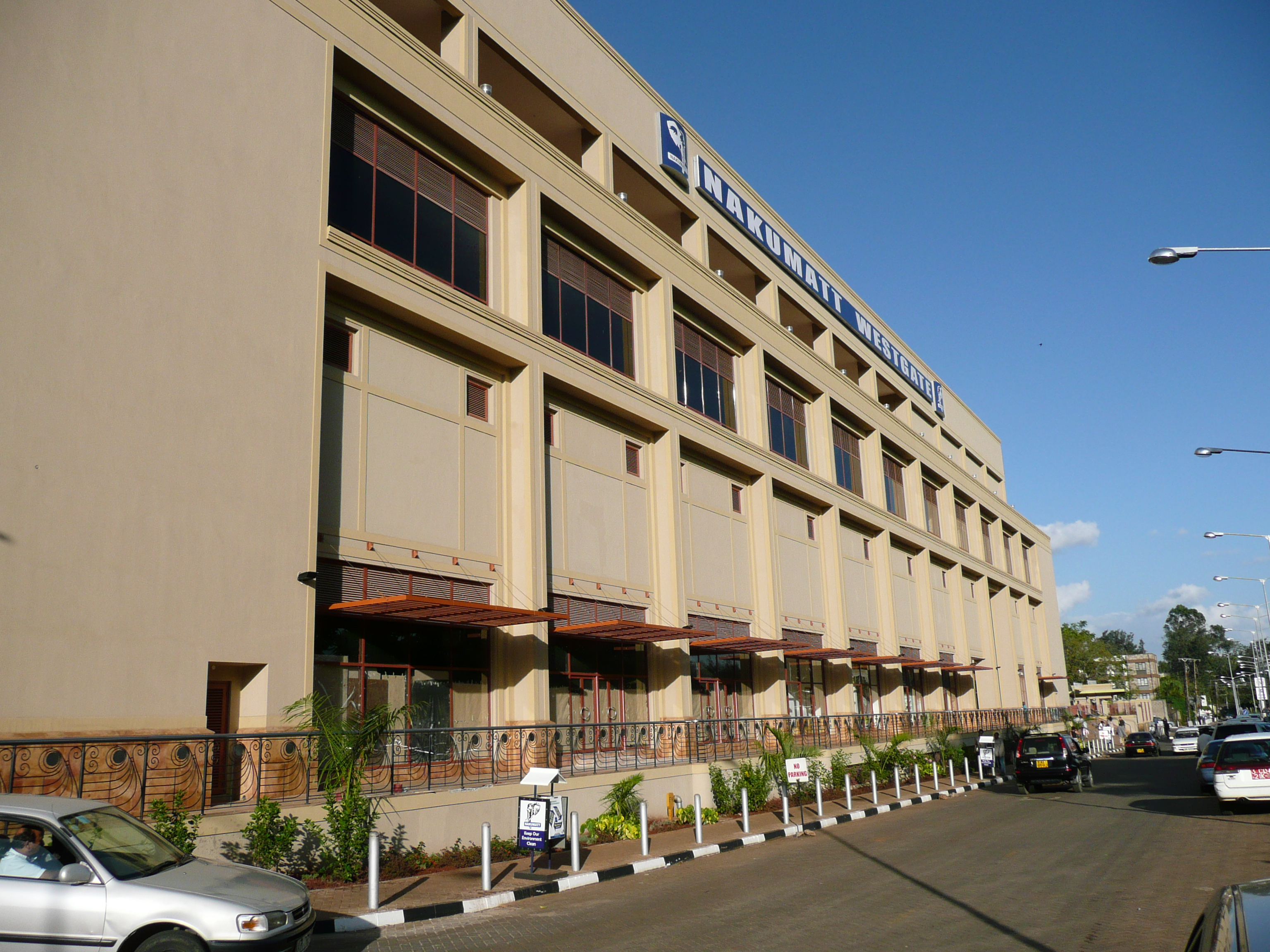
Das Westgate-Einkaufszentrum in Nairobi, Kenia, 2007

Das Westgate-Einkaufszentrum im Stadtteil Westlands von Nairobi ist ein fünfstöckiger Komplex, der 2007 eröffnet wurde. Er gilt als Symbol für den wirtschaftlichen Aufstieg Kenias. Teilhaber des Einkaufszentrums ist eine israelische Investorengruppe.

## Ablauf

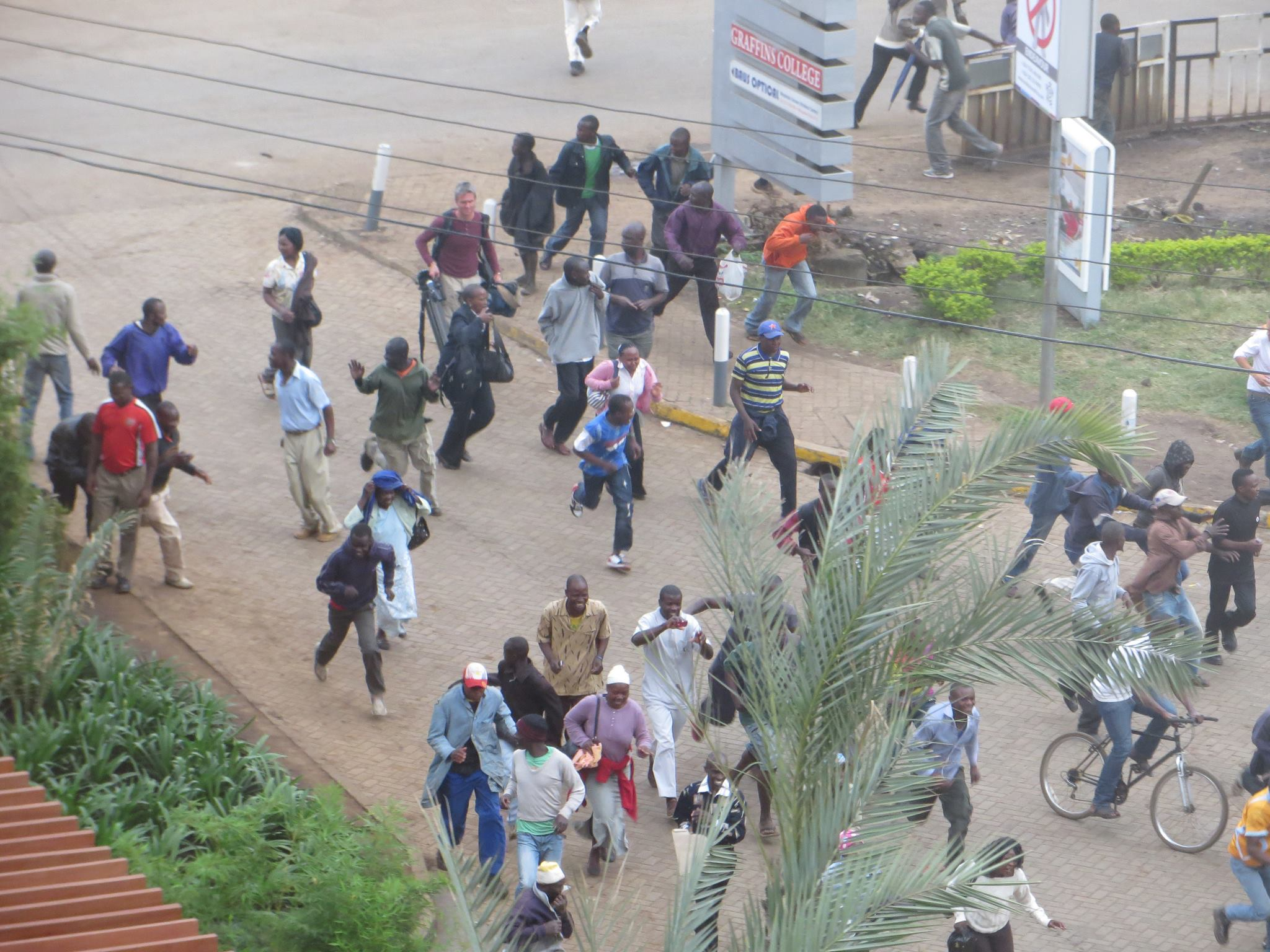
Flüchtende Passanten vor dem Westgate-Einkaufszentrum

Am 21. September 2013 stürmten zur Mittagszeit vier bis sechs (erste Medien- und Polizeiberichte sprachen von zehn bis 18) maskierte Angreifer in das gehobene Westgate-Einkaufszentrum in Nairobi und eröffneten das Feuer. Sie sollen mit automatischen Schusswaffen und Handgranaten bewaffnet gewesen sein. Laut Augenzeugenberichten sollen sie sich bei den Morden auf Nicht-Muslime konzentriert haben, während sie Muslime, die sie daran erkannt haben sollen, ob sie arabische Schriften lesen konnten, aufgefordert haben sollen, das Gebäude zu verlassen. Andere Berichte sprachen davon, dass die Angreifer nach dem Namen der Mutter Mohammeds – Āmina bint Wahb – gefragt haben sollen, um Muslime zu erkennen.
Polizei- und Militärkräfte hätten das Einkaufszentrum umstellt, während es evakuiert wurde, teilte der kenianische Präsident Uhuru Kenyatta am Abend des Tages mit. Auch sollen sich bereits im Gebäude befundene Sicherheitskräfte bei der Evakuierung geholfen haben. Die Angreifer sollen sich mit Geiseln im Zentrum verschanzt haben, hieß es. Immer wieder sei es zu Schusswechseln zwischen Geiselnehmern und Sicherheitskräften gekommen.
Am Abend des 21. September bekannten sich über den Internetkurznachrichtendienst Twitter Angehörige der islamistischen Al-Shabaab-Milizen zu der Tat, die als Racheakt für militärische, gegen die Al-Shabaab-Bewegung gerichtete Operationen Kenias im Nachbarland Somalia ausgewiesen wurde.
Am Nachmittag des 22. September begaben sich kenianische Spezialkräfte mit Hilfe israelischer Berater in das Einkaufszentrum. Am 23. September ist laut kenianischer Regierung die Befreiung fast aller Geiseln gelungen, jedoch soll es weiterhin zu Gefechten mit den Angreifern gekommen sein. Eine aus dem Einkaufszentrum kommende Rauchsäule sei auf die Angreifer zurückzuführen. Laut dem kenianischen Innenminister Ole Lenku war die Situation zu dem Zeitpunkt „unter Kontrolle“.
Am 24. September stürmten kenianische Soldaten das Gebäude. Dabei sollen fünf der Geiselnehmer ums Leben gekommen sein. Weiterhin wurden elf Verdächtige festgenommen. Das an das Einkaufszentrum angrenzende Parkhaus stürzte weitgehend ein, nachdem durch die Gefechte ein Brand ausgelöst worden war. Präsident Kenyatta ordnete eine dreitägige Staatstrauer an.
Verschiedene Medien berichteten, dass es zu Kompetenzstreitigkeiten und Schießereien zwischen Sicherheitskräften, vor allem zwischen Polizei und Militär, gekommen sein soll. Dabei sollen der Kommandant einer Anti-Terroreinheit und reguläre Soldaten umgekommen sein. Auch sollen Sicherheitskräfte während der Geiselnahme Geschäfte im Einkaufszentrum geplündert haben.

## Opfer
Nach offiziellen Angaben sind 67 Menschen bei dem Angriff getötet worden. Unter ihnen befinden sich ein Neffe des ehemaligen kenianischen Präsidenten Uhuru Kenyatta und dessen Lebensgefährtin sowie der ghanaische Schriftsteller Kofi Awoonor und die indischstämmige Fernseh- und Radiomoderatorin Ruhila Adatia-Sood, die zum Zeitpunkt ihres Todes schwanger war. Adatia-Sood moderierte für den kenianischen Fernsehsender Kiss-TV eine Kinderkochsendung, als der Überfall erfolgte. Eines der getöteten Kinder ist der achtjährige Sohn des Chefs der Bank of Baroda. Unter den Toten befand sich auch der peruanische UNICEF-Kinderarzt  Juan Jesus Ortiz-Iruri, sowie der australisch-britische Architekt Ross Langdon und seine schwangere Freundin, die Malaria-Expertin Elif Yavuz.
Ersten Angaben zufolge wurde von über 150 Verletzten gesprochen. Später korrigierte die kenianische Regierung diese Angaben auf etwa 300 Verletzte. Nach Beendigung der Geiselnahme sprach die Regierung von 61 toten Zivilisten, darunter mindestens 16 Ausländer, und sechs toten Sicherheitskräften. Weiterhin seien fünf der Geiselnehmer ebenfalls tot. Bis zu 200 Menschen seien verletzt worden. Laut Angaben des kenianischen Roten Kreuzes gelten 63 weitere Menschen als vermisst. Die Al-Shabaab-Miliz selbst sprach von 137 getöteten Menschen.
Unter den Toten sollen laut François Hollande zwei französische Staatsbürgerinnen sein. Auch das amerikanische Außenministerium sprach von Hinweisen auf verletzte US-Bürger. Laut der israelischen Regierung gab es einen leicht verletzten Israeli, man gehe aber nicht davon aus, dass Israel und seine Staatsbürger Ziel des Anschlags waren. Auch die kanadische Regierung gab bekannt, dass zwei Kanadier, darunter eine Diplomatin, der Tat zum Opfer gefallen sind. Die indische Botschaft gab bekannt, dass man neun Todesopfer zu beklagen hätte, darunter einen achtjährigen Jungen sowie mehrere Mitarbeiter der Bank of Baroda.
Laut Medienberichten handelt es sich bei der Tat um den folgenreichsten Anschlag in Kenia seit dem Sprengstoffattentat auf die US-Botschaft 1998 in Nairobi.

## Ermittlungen
Nach Erkenntnissen deutscher Sicherheitsbehörden wird (Stand 2013) angenommen, dass auch ein deutscher Konvertit an den Vorbereitungen zum Anschlag auf das Einkaufszentrum beteiligt war.
Am 4. November 2013 wurden vier mutmaßliche Mitglieder der somalischen Al-Shabaab festgenommen. Die Männer sollen laut Behörden zu den Hintermännern des Anschlags zählen und die Attentäter bei den Vorbereitungen unterstützt haben. Die Gerichtsverhandlung gegen die Männer begann am 11. November 2013. Am 30. Oktober 2020 wurden zwei Angeklagte zu Freiheitsstrafen von 18 bzw. 33 Jahren verurteilt. Ein Angeklagter wurde freigesprochen.
Am 1. November 2013 veröffentlichte das New York City Police Department einen 34-seitigen Ermittlungsbericht zum Anschlag.
Die US-Regierung gab am 18. März 2015 bekannt, bei einem Drohnenangriff in Somalia am 12. März 2015 Aden Garar – ein hochrangiges Mitglied der Al-Shabaab-Miliz und einer der mutmaßlichen Drahtzieher des Anschlages von Nairobi – getötet zu haben.

## Internationale Reaktionen (Auszug)
- AU – Die Kommissionsvorsitzende der Afrikanischen Union Nkosazana Dlamini Zuma verurteilte die Tat aufs Schärfste und sprach von einem „terroristischen Anschlag“. Gleichzeitig rief sie die Mitgliedsstaaten der AU auf, weiterhin alles gegen den Terrorismus auf dem Kontinent zu unternehmen.[31]
- Argentinien – Das argentinische Außenministerium veröffentlichte eine Erklärung, in der die Tat als „barbarischer Akt“ bezeichnet und der kenianischen Regierung und den Angehörigen der Opfer Mitgefühl ausgesprochen wurde.[32]
- Europäische Union – Catherine Ashton, Außenbeauftragte der Europäischen Union, verurteilte das Verbrechen und sagte Kenia volle Unterstützung zu.[33]
- Frankreich – Staatspräsident François Hollande bezeichnete den Überfall als „feigen Anschlag“.[34]
- Israel – Israel entsandte Berater nach Nairobi, um die kenianische Regierung zu unterstützen.[10]
- Vereinte Nationen – Der UN-Sicherheitsrat verurteilte die Gewalt, mahnte Kenia aber zur Einhaltung der Menschenrechte.[34]
- Vereinigte Staaten – Die Vereinigten Staaten verurteilten die Gewalt und boten der kenianischen Regierung Hilfe bei der Ergreifung der Täter an.[35] US-Spezialkräfte sollen laut Medienberichten als Reaktion auf den Anschlag am 4. Oktober 2013 ein somalisches Lager der Al-Shabaab angegriffen haben.[5]
- Vereinigtes Königreich – Premierminister David Cameron sprach mit dem kenianischen Präsidenten und sicherte Kenia jede benötigte Hilfe zu.[35]